# Ruda (dopływ Odry)
Ruda (niem. Raude) – rzeka w Polsce, całkowicie na terenie województwa śląskiego. Prawy (wschodni) dopływ Odry o długości 52,32 km.

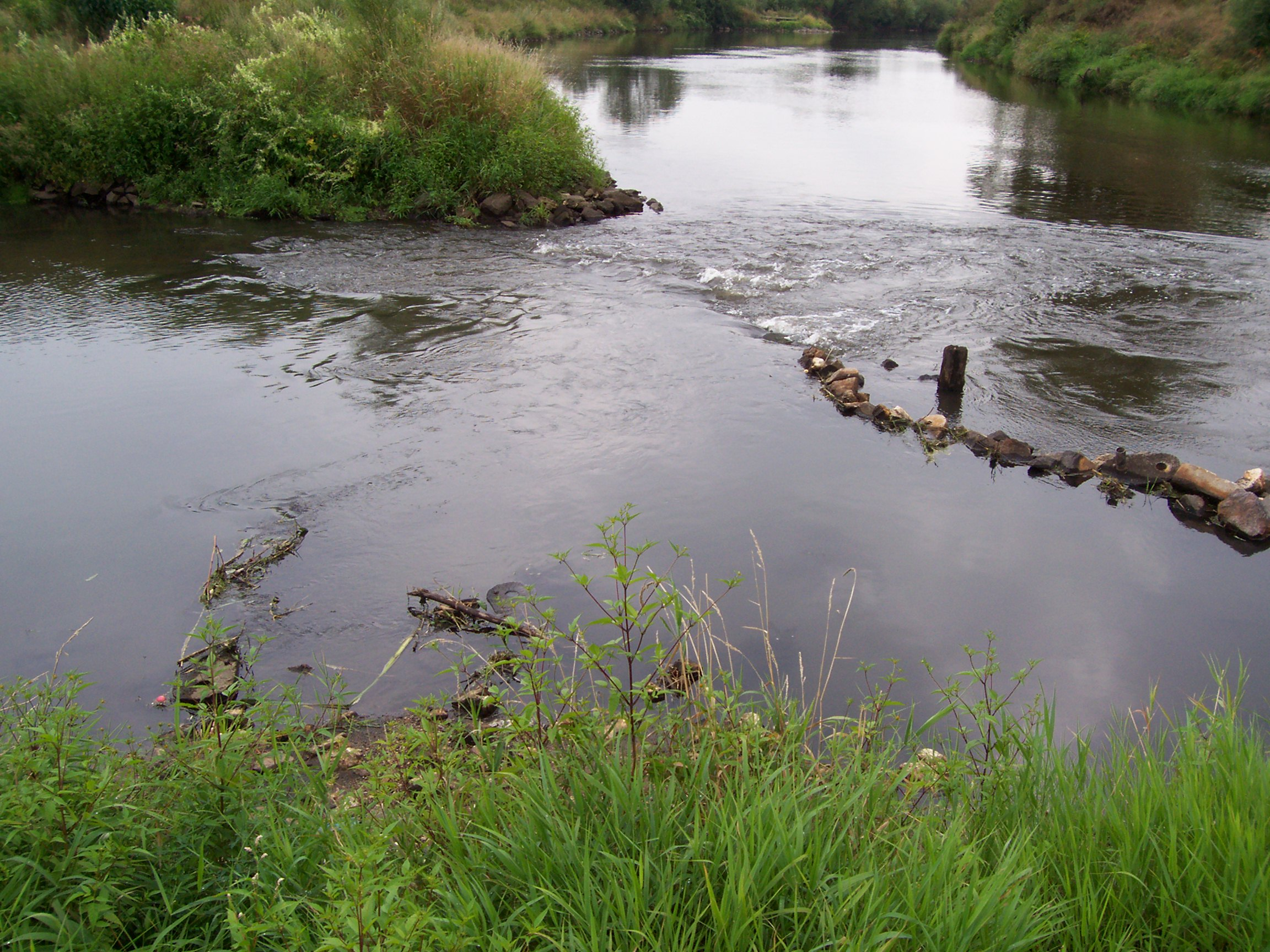
Ujście Rudy do Odry

## Przebieg
Źródła rzeki znajdują się w południowej części Żor, na terenie ogródków działkowych w pobliżu drogi prowadzącej do Jastrzębia-Zdroju (aleja Jana Pawła II, niedaleko skrzyżowania z ul. Spółdzielczą). Stąd płynie na północny zachód przez miejscowości: Rybnik, Rudy, Ruda Kozielska, Kuźnia Raciborska i  Turze, gdzie uchodzi do Odry. Jej dopływami są Nacyna, Sumina i Rudka (która wcześniej oddziela się od Rudy, a potem do niej wpada), oraz cieki: Potok Woszczycki, Przegędza, Bejca (Młynówka), Potok z Kamienia, Rudka (niewielki potok, drugi dopływ Rudy o tej nazwie), Wierzbnik, Rzeczka, niebezpośrednio poprzez Jezioro Rybnickie: Gzel i Grabownia.

## Historia
Swoją nazwę Ruda zawdzięcza występującym w jej okolicy rudom darniowym żelaza, wydobywanym od XVII w. przez cystersów z istniejącego w latach 1255–1810 opactwa w Rudach. Rzeka ma duże znaczenie dla historii regionu właśnie za sprawą rudzkich cystersów, którzy wykorzystywali jej wody do napędu kuźnic, młynów itp. i znacząco przyczynili się do rozwoju kulturalno-gospodarczego ziemi rudzkiej. Wody rzeki ze względu na zanieczyszczenia zaliczane są do wód pozaklasowych.
Poprzez budowę zapory na rzece utworzono Jezioro Rybnickie.